# Metachrostis caliginata
Metachrostis caliginata là một loài bướm đêm trong họ Erebidae.